# 宮廷秘史
《宮廷秘史》（英語：Nicholas and Alexandra）是一部1971年的英國傳記片，由法蘭克林·沙夫納導演，詹姆士·哥德曼編劇，根據羅伯特·K·馬西的同名傳記改編。講述末代沙皇尼古拉二世與皇后亞歷山德拉的晚期生平故事。
電影於奧斯卡金像獎獲得最佳藝術指導獎和最佳服裝設計獎，提名最佳女主角獎、最佳攝影獎、最佳原創音樂獎和最佳影片獎。

## 主要角色
- 麥可·賈斯頓（英语：Michael Jayston） 飾 沙皇尼古拉二世
- 賈奈特·蘇茲嫚（英语：Janet Suzman） 飾 皇后亞歷山德拉
- 勞倫斯·奧立佛 飾 首相塞吉·威特
- 馬丁·波特（英语：Martin Potter (actor)） 飾 費利克斯·尤蘇波夫
- 湯姆·貝克 飾 瘋僧拉斯普丁
- 伊恩·霍尔姆 飾 瓦西里·雅科夫列夫

## 外部連結
- 互联网电影数据库（IMDb）上《宮廷秘史》的资料（英文）
- AllMovie上《宮廷秘史》的资料（英文）
- 爛番茄上《宮廷秘史》的資料（英文）
- 香港外語電影資料網上《宮廷秘史（页面存档备份，存于）》的資料 （繁體中文）
- 豆瓣电影上《宮廷秘史》的資料 （简体中文）